# Lola Kirke

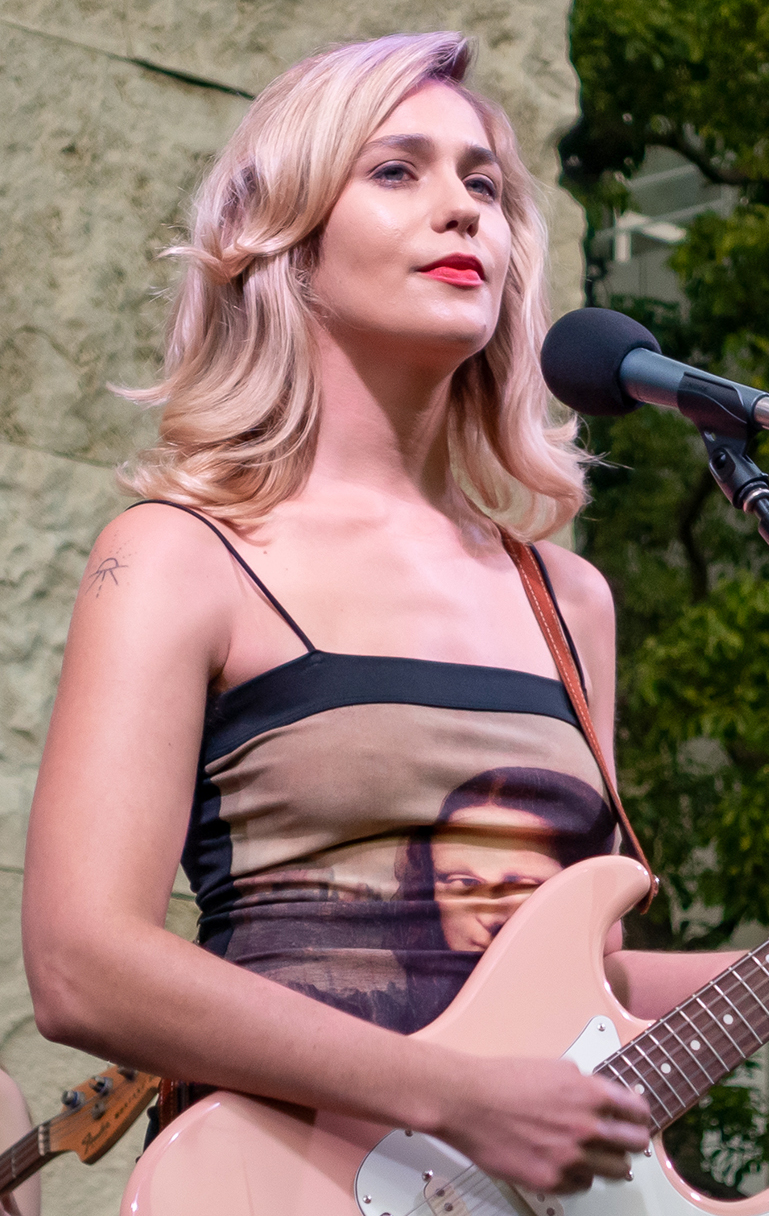
Lola Kirke

Lola Clementine C. Kirke (* 27. September 1990 in Westminster, London) ist eine britisch-amerikanische Schauspielerin, die bekannt ist für ihre Rollen in Gone Girl, Mozart in the Jungle und The Leftovers.

## Leben
Kirke wuchs seit ihrem fünften Lebensjahr in New York auf. Sie ist die Tochter von Simon Kirke, dem ehemaligen Schlagzeuger der Rockbands Bad Company und Free. Ihre Mutter ist Lorraine Kirke (geborene Dellal), die Besitzerin von Geminola, einer New Yorker Vintageboutique, die zahlreiche Outfits für die Serie Sex and the City stellte.
Ihr Vater hat englisch-schottische Wurzeln. Ihr Großvater mütterlicherseits, Jack Dellal, war ein britischer Geschäftsmann israelisch-jüdischer Herkunft und ihre Großmutter mütterlicherseits Israeli. Kirke hat zwei Schwestern, Jemima und Domino. Sie ist die Cousine des Kurators Alexander Dellal und des Models Alice Dellal.
Als Schauspielerin war sie seit 2010 in mehr als 30 Film- und Fernsehproduktionen zu sehen. 2012 inszenierte sie den Kurzfilm My Rifle, My Baby, and Me.
Kirke schloss 2012 ihr Studium am Bard College ab. 2025 veröffentlichte sie mit Wild West Village: Not a Memoir—Unless I Win an Oscar, Die Tragically, or Score a Country #1 ihr erstes Buch.

## Filmografie (Auswahl)
Filme
- 2011: Und trotzdem ist es meine Familie (Another Happy Day)
- 2012: My Rifle, My Baby, and Me (Kurzfilm, auch Buch und Regie)
- 2013: Die Poetin (Flores Raras)
- 2014: Gone Girl – Das perfekte Opfer (Gone Girl)
- 2014: Free the Nipple
- 2014: Cor Childe (Kurzfilm)
- 2015: Song One
- 2015: Mistress America
- 2016: AWOL
- 2016: Fallen – Engelsnacht (Fallen)
- 2017: Gemini
- 2017: Barry Seal: Only in America (American Made)
- 2017: Active Adults
- 2018: Untogether
- 2018: Viper Club
- 2018: Love-40 (Kurzfilm)
- 2019: Dreamland
- 2019: American Woman
- 2020: Lost Girls
- 2021: Broken Diamonds
- 2025: Blood & Sinners (Sinners)

Serien
- 2013: Law & Order: Special Victims Unit (Episode 14x21)
- 2014: The Leftovers (Episode 1x01)
- 2014–2018: Mozart in the Jungle (40 Episoden)
- 2018: OK K.O.! Let’s Be Heroes (Episode 2x07)
- 2021: The Premise (Episode 1x04)
- 2022: Winning Time: The Rise of the Lakers Dynasty (Fernsehserie, 2 Episoden)
- 2023: Three Women (Fernsehserie, 4 Episoden)